# Eduardo Glennie
Eduardo Glennie (* 3. Juli 1986) ist ein ehemaliger mexikanischer Eishockeyspieler, der den Großteil seiner Karriere für Galeria Reformas in Mexiko spielte.

## Karriere
Eduardo Glennie begann seine Karriere bei Sportica, ehe er 2002 zu Galeria Reformas wechselte. Dort spielte er fortan bis zu seinem Karriereende 2010.

### International
Im Juniorenbereich spielte Glennie für Mexiko bei den U18-Weltmeisterschaften der Division III 2003 und 2004. Mit der U20-Auswahl nahm er an den Weltmeisterschaften der Division III 2002, 2004 und 2005 sowie der Division II 2003 teil.
Für Mexiko spielte Glennie bei den Weltmeisterschaften der Division III 2004 und 2005. Nach dem Aufstieg 2005 nahm er 2006, 2007, 2008 und 2010 an den Weltmeisterschaften der Division II teil. Zudem nahm er an der Olympiaqualifikation für die Spiele in Vancouver 2010 teil, bei der die mexikanische Mannschaft aber bereits in der Vorqualifikation ausschied.

## Erfolge und Auszeichnungen
- 2002 Aufstieg in die Division II bei der U20-Weltmeisterschaft der Division III
- 2004 Aufstieg in die Division II bei der U18-Weltmeisterschaft der Division III
- 2005 Aufstieg in die Division II bei der U20-Weltmeisterschaft der Division III
- 2005 Aufstieg in die Division II bei der Weltmeisterschaft der Division III